# Montse Mostaza
Montse Mostaza és una actriu catalana.

## Filmografia

### Cinema
- 1996: Tot verí: Pam
- 1998: Los amantes del Círculo Polar: Chica
- 1999: Pourquoi pas moi ?: Tina
- 2001: Tuno negre: Sandra
- 2003: Diari d'una becària: Blanca
- 2003: Ouija: Clara
- 2004: Crimen ferpecto: Helena
- 2007: Cosmos: Ana
- 2008: Llaços trencats
- 2009: Bullying: Una presentadora
- 2014: Foc: Marina

### Televisió
- 1996: Nissaga de poder: Laura Vilalta
- 1997: Nova ficció
- 1999: Pepe Carvalho: Bea
- 2000: Happy House: Pepa
- 2001: El meu tinent: Candela
- 2001: Un xumet va engalanar ella: Lucrecia Nap
- 2002: Viva S Club: Una servidora
- 2003: Per estar amb tu: Tina
- 2005: L'autèntic Rodrigo Leal: Gloria
- 2005: Velvetina
- 2006: Pel·lícules va engalanar no dormir: Gloria
- 2006: Matrimoni tocacollons fills
- 2008: Guant blanc: La mestra de Román
- 2008: La família Mata
- 2008: La màquina de pintar núvols
- 2009: Hi ha algú aquí: Rebeca Santos
- 2014: Cuéntame cómo pasó (un episodi)